# Золотогузые рогоклювы
Золотогузые рогоклювы (Eurylaimus) — род семейства рогоклювые (Eurylaimidae). Точный перевод латинского названия означает «широкое горло», от греческого Eurus (εὐρύς, «широкий, просторный») и laimos (λαιμός, «горло»).
Род встречается в Юго-Восточной Азии и содержит следующие виды:
- Чёрно-жёлтый рогоклюв (Eurylaimus ochromalus)
- Яванский рогоклюв (Eurylaimus javanicus)